# Мрежов възел
Мрежов възел се нарича място в компютърна мрежа, което изпраща, получава, съхранява или създава информация и предава данни за комуникация с други възли в мрежата. В компютърната мрежа възлите могат да бъдат физически мрежови устройства, като модеми, компютри и принтери. Тези устройства разпознават данните от други възли и ги препращат помежду си. Преди да предостави достъп, мрежовият възел проверява за идентификация (например IP адрес). Възлите се свързват през различни комуникационни канали, като кабелни, оптични и безжични връзки. Всеки един мрежов възел има връзка към един или няколко други възли в мрежата, което определя мрежовата топология.

## Видове мрежови възли

### Комуникация на данни
При комуникациите на данни физическите мрежови възли включват оборудване за комуникация на данни или устройства, които се намират между терминално оборудване за данни (DTE) и вериги за предаване на данни. Те включват превключватели, мостове, модеми или концентратори, които извършват преобразуване на сигнал, кодиране и тактиране на линията. Тези възли също включват DTE, като цифрови телефонни слушалки, принтери, рутери, сървъри и работни станции.

### Интернет мрежа
В интернет и интранет повечето физически мрежови възли са хост компютри, идентифицирани с IP адрес. Въпреки това някои устройства за връзка за данни, като точки за достъп до безжична локална мрежа (LAN), нямат IP хост адреси. Те се считат за физически мрежови или LAN възли, а не за интернет възли или хостове.

### LAN мрежи и широкообхватни мрежи
Тези възли са устройства, които изпълняват специфична функция. Всяко трябва да има адрес за контрол на достъпа до медия за всяка мрежова интерфейсна карта. Примерите включват модеми с Ethernet интерфейси, точки за достъп до безжична LAN и компютри.

### Телекомуникационна мрежа
При фиксираните телефонни мрежи възлите могат да бъдат обществени или частни телефонни централи или компютър, предоставящ интелигентна мрежова услуга. В клетъчните комуникации възлите включват контролери на базови станции, които управляват една или повече базови станции. Базовите станции на клетъчната мрежа не се считат за възли.

### Кабелна система
В кабелните системи възлите използват оптичен кабел за свързване към фирми и домове, обслужвани от общ оптичен приемник в рамките на географско местоположение. Оптичният възел описва броя на домовете или предприятията, които може да обслужва специфичен оптичен възел.